# RollerCoaster Tycoon 3
RollerCoaster Tycoon 3 is een bedrijfssimulatie- en strategiespel waarbij een attractiepark moet worden opgebouwd en beheerd. Het is het derde spel in de RollerCoaster Tycoon-serie en werd in Noord-Amerika uitgebracht op 26 oktober 2004. In Europa verscheen het spel op 3 november 2004. In tegenstelling tot RollerCoaster Tycoon en RollerCoaster Tycoon 2 is deze versie van het spel in 3D-vorm.
In 2016 kreeg het spel twee opvolgers. Atari bracht het vierde spel in de RollerCoaster Tycoon-serie uit, namelijk RollerCoaster Tycoon World. Frontier maakte Planet Coaster, welke aanzienlijk betere reacties krijgt dan RollerCoaster Tycoon World.

## Speelwijze
Voordat men begint met spelen, kan men kiezen of men in de zandbak wil spelen of in de carrièremode. Elk park in de carrièremode bevat drie levels. Als eerste "de beginner", als tweede "de ondernemer" en als derde "de tycoon". Om deze levels te halen moet men meerdere doeleinden per level voltooien. Deze kunnen variëren van "bepaalde maandelijkse winst uit de attracties" tot "aantal bezoekers in het park". Naargelang men meer levels voltooit, komen ook meer parken beschikbaar. In de zandbak heeft de speler een onbeperkte hoeveelheid geld tot zijn beschikking, waardoor hij een pretpark volledig naar zijn eigen wensen kan inrichten.

## Uitbreidingspakketten

### Dolle Waterpret
Met Dolle Waterpret (Engels titel: Soaked!) kan de speler het park vullen met zwembaden en andere water-/tropisch-achtige attracties om zo de sfeer te verhogen. Ook is het met de uitbreiding weer mogelijk om achtbanen ondergronds te laten lopen, wat wel kon bij de eerste en tweede versie van het spel, maar niet met RollerCoaster Tycoon 3 zonder uitbreiding. Andere verbeteringen zitten onder andere in de MixMaster, waarmee, naast vuurwerk in shows, ook water- en lasereffecten kunnen worden gemaakt.

### Beestenboel
Met Beestenboel (Engels titel: Wild!) is het ook mogelijk om dieren in het park te plaatsen. De dieren die kunnen worden gebruikt zijn onder andere de ijsbeer, giraffe, olifant, leeuw, gazelle, zebra, gorilla en robot-dinosaurus. In totaal kunnen twintig dierensoorten worden gebruikt. Tevens kunnen de dieren vanuit een helikopter worden verdoofd. De speler kan bezoekers op de rug van een olifant laten rijden en kan treinen en dergelijke door de dierenverblijven laten rijden. Ook kunnen met de MixMaster shows met dieren worden georganiseerd. Tevens is het bij deze uitbreiding mogelijk om je eigen foto's in het spel te plaatsen door middel van billboards.

## Trivia
- Het spel is opgenomen in het boek 1001 Video Games You Must Play Before You Die van Tony Mott.
- De uitbreiding Dolle Waterpret (In het Engels Soaked) is vanaf 2009 nergens meer in Nederland te koop. De reden waarom is onbekend.

RollerCoaster Tycoon · RollerCoaster Tycoon 2 · RollerCoaster Tycoon 3 · RollerCoaster Tycoon 3D · RollerCoaster Tycoon World · RollerCoaster Tycoon Classic